# (4848) Tutenchamun
(4848) Tutenchamun (3233 T-2) – planetoida z pasa głównego asteroid okrążająca Słońce w ciągu 5,58 lat w średniej odległości 3,14 j.a. Odkryta 30 września 1973 roku.